# Sparre av Skåne
Sparre av Skåne var en dansk uradelssläkt från Skåne, som är känd från 1287 och belagd från 1365, vilken härstammar från Klågerup i Hyby socken i Skåne. Namnet Sparre är en nutida benämning på ätten.
Vapen
Blasonering: Det anges i danskt adelslexikon under namnet Sparre av Skåne som en sköld i silver med tre blå sparrar.

## Historia
Ätten anses först känd 1287 genom Tulle Aagesen i Skåne som levat före 1287 och direkt belagd genom Tyge Tullesen i en källa från 1365 och med sigill från 1415. Den räknas till högadeln med fyra riddare, en ärkebiskop och två danska riksråd. Ätten Sparre utslocknade ut på svärdssidan 1601 och på spinnsidan 1636.
Ätten Sparre av Ellinge som fört två sparrar på en annars liknande sköld, ansågs tidigare ha varit en gren av Sparre av Skåne. Förmodandet har på senare tid övergivits, eftersom det inte gått att bekräfta ur de kända källorna. Enligt Danmarks Adels Aarbog 1917 förde ätten Sparre av Ellinge två sparrar, liknande Sparre av Skåne. 
Sätesgårdar inom ätten
Släkten har ägt ett flertal sätesgårdar i Skåne: Haglösa, 5 km norr om Trelleborg, Klågerup, 15 km öster om Malmö och Skurup, nuvarande Svaneholm i Skurups kommun.